# ワタナベ・コウ
ワタナベ・コウ（1963年3月24日 - ）は、日本の裁縫家、漫画家、イラストレーター。新潟県新井市（現：妙高市）出身。東京外国語大学中退。編集者・ライターのツルシカズヒコ（靍師一彦）は夫。

## 人物・経歴
- 1981年 : 新潟県立高田北城高等学校卒業。東京外国語大学インドパーキスターン語学科入学。
- 1983年 : 東京外国語大学インドパーキスターン語学科中退。イラストレーターやソーイング教室の講師として活動。
- 1992年 : NHK教育テレビ『おしゃれ工房』に講師として初出演。
- 2002年 : しつけなし印つけなしで服を作る、初心者向けソーイング教室「コウ手芸部」を始める。
- 2003年 : カタログハウス主催のソーイング教室の講師を務め、2016年まで継続。ツルシカズヒコと『Crazy Yang』（クレイジー・ヤン）を創刊。
- 2004年 : 『週刊朝日』で「ワタナベ・コウの街角コレクション」を連載（2006年まで）。
- 2016年12月 : 『月刊学習』（日本共産党中央委員会）で「ワタナベ・コウの日本共産党発見!!」連載開始。
- 2019年1月 : 『月刊学習』（日本共産党中央委員会）で「続☆ワタナベ・コウの日本共産党発見!!」連載開始。

## 著書
- 『ワタナベ・コウの日本共産党発見!!(3)』（新日本出版社、2020年4月）
- 『ワタナベ・コウの日本共産党発見!!(2)』（新日本出版社、2018年12月）
- 『ワタナベ・コウの日本共産党発見!!』（新日本出版社、2017年12月）
- 『裁縫女子宣言！』（バジリコ、2012年）
- 『節電女子』（日本文芸社、2011年）
- 『裁縫女子』（リトルモア、2011年）
- 『就活のバカタレ!』（共著、PHP研究所、2010年）
- 『ポチ&コウの野球旅』（ツルシカズヒコとの共著、光文社・知恵の森文庫、2004年）
- 『しみじみしあわせ夫婦の素』（ツルシカズヒコとの共著、KKベストセラーズ、2001年）
- 『ポチ&コウの野球旅』（ツルシカズヒコとの共著、BRサーカス、2000年）
- 『ポチ&コウの台湾へ行こう!』（ツルシカズヒコとの共著、太田出版、1999年）
- 『ワタナベ・コウのクイックソーイング』全3巻（文化出版局、1998年）
- 『ワタシだけの手づくりアクセ』（小学館、1995年）
- 『色の本棚』全3巻（共著、視覚デザイン研究所、1994年）
- 『放課後のトイレはおばけがいっぱい』（共著、ポプラ社、1991年）